# 3 Supermen a Tokio
3 Supermen a Tokio è un film del 1968 diretto da Bitto Albertini.
È il secondo film della serie dei 3 Supermen, in cui più volte cambiano regista, interpreti e nomi dei personaggi, avviata col film I fantastici 3 Supermen del 1967.

## Trama
Un agente britannico, incaricato di rintracciare un breve film riguardante alcuni episodi della vita di alti personaggi inglesi che, se venuti allo scoperto, potrebbero far scoppiare uno scandalo, si allea con due ladri abilissimi e si mette alla ricerca della pellicola. I tre giungono a Tokio dove riescono a superare le più gravi difficoltà, evitando la morte grazie ad una maglia antiproiettile. Conosciuto uno scienziato giapponese che ha costruito una macchina capace di miniaturizzare le cose, uno dei tre si sottopone alla prova e con questo stratagemma riesce a sapere dove si trova la pellicola. Ma ciò si rivela essere una burla dei nemici che invece si trovano a Londra, pronti a presentare il film alla stampa. I tre allora si servono della macchina per miniaturizzare e con tale espediente riescono a sventare lo scandalo. Poi, per evitare un'accusa di furto, fuggono pronti per altre avventure.